# Certain Women
Certain Women (bra Certas Mulheres) é um filme de drama estadunidense de 2016 dirigido e escrito por Kelly Reichardt, baseado em contos publicados no livro Both Ways Is the Only Way I Want It, de Maile Meloy. 
Estrelado por Laura Dern, Kristen Stewart, Michelle Williams, James Le Gros e Jared Harris, Certain Women estreou nos Estados Unidos em 14 de outubro de 2016.

## Elenco
- Laura Dern - Laura Wells
- Kristen Stewart - Beth Travis
- Michelle Williams - Gina Lewis
- Lily Gladstone - Jamie
- James LeGros - Ryan Lewis
- Jared Harris - William Fuller
- René Auberjonois - Albert
- Sara Rodier - Guthrie Lewis

## Prêmios e indicações
| Lista de prêmios e indicações        | Lista de prêmios e indicações | Lista de prêmios e indicações | Lista de prêmios e indicações | Lista de prêmios e indicações | Lista de prêmios e indicações |
| Premiação                            | Categoria                     | Indicações                    | Resultado                     | R.                            |                               |
| ------------------------------------ | ----------------------------- | ----------------------------- | ----------------------------- | ----------------------------- | ----------------------------- |
| Gotham Awards                        | Melhor filme                  | Certain Women                 | Indicado                      | [ 4 ]                         |                               |
| Gotham Awards                        | Melhor ator                   | Lily Gladstone                | Indicado                      | [ 4 ]                         |                               |
| Gotham Awards                        | Audience Award                | Certain Women                 | Indicado                      | [ 4 ]                         |                               |
| Independent Spirit Awards            | Melhor diretor                | Kelly Reichardt               | Indicado                      | [ 5 ]                         |                               |
| Independent Spirit Awards            | Melhor atriz coadjuvante      | Lily Gladstone                | Indicado                      | [ 5 ]                         |                               |
| London Film Festival                 | Melhor filme                  | Certain Women                 | Venceu                        | [ 6 ]                         |                               |
| Los Angeles Film Critics Association | Melhor atriz coadjuvante      | Lily Gladstone                | Venceu                        | [ 7 ]                         |                               |
| New York Film Critics Circle         | Melhor atriz coadjuvante      | Michelle Williams             | Venceu                        | [ 8 ]                         |                               |